# 漠百灵属
漠百灵属（学名：Ammomanes），是百灵科的一属。
属下物种有：
- 斑尾漠百灵
- 棕尾漠百灵
- 漠百灵
- 格氏漠百灵